# Helicteres corylifolia
Helicteres corylifolia là một loài thực vật có hoa trong họ Cẩm quỳ. Loài này được Nees & Mart. mô tả khoa học đầu tiên năm 1825.